# Tonpapier

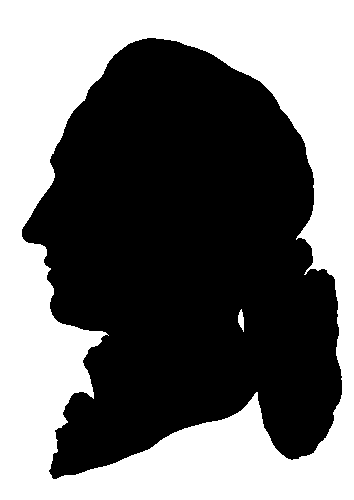
Goethe im Scherenschnitt

Tonpapier und Tonkarton sind farbige Papiere bzw. Kartone, die im Gegensatz zu Buntpapier nicht nachträglich beschichtet werden, sondern aus direkt in der Masse gefärbtem Stoff hergestellt werden. Es wird unter anderem für Scherenschnitte verwendet, zum Beispiel bei Silhouetten, ebenso für Vorsatzpapiere von Büchern.